# Bauhinia cheilantha
Bauhinia cheilantha är en ärtväxtart som först beskrevs av August Gustav Heinrich von Bongard, och fick sitt nu gällande namn av Ernst Gottlieb von Steudel. Bauhinia cheilantha ingår i släktet Bauhinia och familjen ärtväxter. Inga underarter finns listade i Catalogue of Life.